# Coppa del Mondo di big air (snowboard)
La Coppa del Mondo di big air è un trofeo assegnato annualmente dalla Federazione Internazionale Sci (FIS), a partire dalla stagione 2001/02, allo o alla snowboarder che ha ottenuto il punteggio complessivo più alto nelle gare di big air del circuito della Coppa del Mondo di snowboard. Precedentemente assegnato solamente agli uomini, dalla stagione 2014/15 il trofeo viene assegnato anche alle donne.
Solo nella stagione 2010/11 la classifica venne stilata tenendo conto delle gare di big air e di slopestyle.

## Albo d'oro
| Stagione  | Uomini                       | Uomini        | Donne                           | Donne               |
| Stagione  | Vincitore                    | Nazionale     | Vincitrice                      | Nazionale           |
| --------- | ---------------------------- | ------------- | ------------------------------- | ------------------- |
| 2001/2002 | Jukka Erätuli                | Finlandia     | non assegnata                   | -                   |
| 2002/2003 | Jukka Erätuli                | Finlandia     | non assegnata                   | -                   |
| 2003/2004 | Simon Ax                     | Svezia        | non assegnata                   | -                   |
| 2004/2005 | Jukka Erätuli (3)            | Finlandia     | non assegnata                   | -                   |
| 2005/2006 | Stefan Gimpl                 | Austria       | non assegnata                   | -                   |
| 2006/2007 | Peetu Piiroinen              | Finlandia     | non assegnata                   | -                   |
| 2007/2008 | Stefan Gimpl                 | Austria       | non assegnata                   | -                   |
| 2008/2009 | Stefan Gimpl                 | Austria       | non assegnata                   | -                   |
| 2009/2010 | Stefan Gimpl (4)             | Austria       | non assegnata                   | -                   |
| 2010/2011 | Clemens Schattschneider      | Austria       | Katarzyna Rusin Allyson Carroll | Polonia Stati Uniti |
| 2011/2012 | Janne Korpi                  | Finlandia     | non assegnata                   | -                   |
| 2012/2013 | Seppe Smits                  | Belgio        | non assegnata                   | -                   |
| 2013/2014 | Petja Piiroinen              | Finlandia     | non assegnata                   | -                   |
| 2014/2015 | Darcy Sharpe Seppe Smits (2) | Canada Belgio | Cheryl Maas                     | Paesi Bassi         |
| 2015/2016 | Max Parrot                   | Canada        | Jamie Anderson Julia Marino     | Stati Uniti         |
| 2016/2017 | Mark McMorris                | Canada        | Anna Gasser                     | Austria             |
| 2017/2018 | Chris Corning                | Stati Uniti   | Anna Gasser                     | Austria             |
| 2018/2019 | Takeru Ōtsuka                | Giappone      | Reira Iwabuchi                  | Giappone            |
| 2019/2020 | Chris Corning (2)            | Stati Uniti   | Reira Iwabuchi                  | Giappone            |
| 2020/2021 | Max Parrot (2)               | Canada        | Zoi Sadowski-Synnott            | Nuova Zelanda       |
| 2021/2022 | Jonas Bösiger                | Svizzera      | Anna Gasser (3)                 | Austria             |
| 2022/2023 | Valentino Guseli             | Australia     | Reira Iwabuchi (3)              | Giappone            |
| 2023/2024 | Kira Kimura                  | Giappone      | Mia Brookes                     | Regno Unito         |
| 2024/2025 | Taiga Hasegawa               | Giappone      | Mia Brookes (2)                 | Regno Unito         |